# Ana Vasco
Ana Vasco es una escritora, y periodista brasileña, habiendo escrito tres libros:
- Aécio Neves - De facto et de Jure
- João Paulo II - Uma história
- João Paulo II - Antologia